# Скшешеви
Скшешеви (пол. Skrzeszewy) — село в Польщі, у гміні Пацина Ґостинінського повіту Мазовецького воєводства.
Населення — 414 осіб (2011).
У 1975-1998 роках село належало до Плоцького воєводства.

## Демографія
Демографічна структура станом на 31 березня 2011 року:
|          | Загалом | Допрацездатний вік | Працездатний вік | Постпрацездатний вік |
| -------- | ------- | ------------------ | ---------------- | -------------------- |
| Чоловіки | 169     | 34                 | 111              | 24                   |
| Жінки    | 245     | 24                 | 111              | 110                  |
| Разом    | 414     | 58                 | 222              | 134                  |